# Дунай (радиолокационная станция)
«Дунай» — название семейства советских радиолокационных станций дальнего обнаружения (ДО), входивших в состав системы противоракетной обороны (ПРО) А-35, а также в её опытную и модифицированную версии.

## История создания
Ещё в начале 1950-х годов в военном руководстве СССР стали понимать необходимость создания противоракетных комплексов, способных обеспечить защиту от появлявшихся в то время баллистических ракет. В рамках работы по данному проекту в 1956 году был создан первый проект советской противоракетной системы, получивший название система «А».
В состав этой системы входила станция обнаружения баллистических ракет «Дунай-2». Комплекс был развернут на полигоне Сары-Шаган к 1959 году.
В состав системы А-35 и её усовершенствованной версии А-35М, созданных на основе системы «А», вошли два радиотехнических узла дальнего обнаружения с РЛС «Дунай-3». Эта система была создана в Московской области в первой половине 1960-х годов.

## Модификации

### «Дунай-1»
«Дунай-1» — макетная РЛС непрерывного излучения. Испытания проходили в Московской области в конце 1955 года.

### «Дунай-2»
«Дунай-2» — РЛС обнаружения баллистических целей, входившая в состав опытной системы ПРО «А». Разработана в НИИ-37, главный конструктор — В. П. Сосульников. Станция состояла из передающей и приемной антенн, разнесенных на местности, приемно-передающей аппаратуры, вычислительной станции и вспомогательных устройств. Расстояние между антеннами составляло 1 км. Мощность передатчика — около 100 кВт. Максимальная дальность обнаружения цели была определена на уровне 1200 км.
6 августа 1958 года — первое в стране обнаружение БР Р-5 и её головной части на расстоянии, превышающем 1000 км.
4 марта 1961 года — участие в первом в мире перехвате БР в составе системы ПРО.

### «Дунай-3»
Дунай-3 — РЛС дальнего обнаружения (ДО), входившие в состав системы ПРО А-35. Являются дальнейшим развитием станции «Дунай-2». В составе А-35 были построены два радиотехнических узла, состоявших из двух секторных РЛС каждый.
Дунай-3М — первая станция типа «Дунай-3» (главный конструктор — В. П. Сосульников, СКБ-30). Сооружена в районе железнодорожной станции Акулово в Одинцовском районе Московской области в первой половине 1960-х годов. В опытной эксплуатации с 1968 года. Изначально имела название «Дунай-3» без литеры «М». После существенной модернизации была принята на вооружение (1978 год) в составе системы ПРО А-35М под обозначением «Дунай-3М».
Станция состояла из приемного и передающего комплексов, разнесенных на расстояние 2,5 км. Передающий комплекс включал в себя две секторные передающие станции совмещенных в одном здании, с находившемся в нём технологическим оборудованием, и направленные в строго противоположные стороны. Геометрические размеры антенн (ФАР): длина 200 м, высота около 30 м. Мощность передатчиков каждой из станций составляла около 3 МВт. Направления обзора — север и юг, с небольшим отклонением на запад и восток соответственно. Приемный комплекс представлял собой две совмещённых антенны, выполненных в виде отдельного сооружения (100 м Х 100 м), расположенных в параллельной плоскости с антеннами передающего комплекса, и здание с аппаратурой обработки принятого сигнала. В этом же здании располагался вычислительный центр и командный пункт системы А-35.
Дальность действия станции ДО «Дунай-3М» составляла 2500 км. Вычислительная аппаратура, находившаяся на станции, производила анализ полученной радиолокационной информации, автоматически обнаруживала баллистические цели и при выявлении последних выдавала целеуказание и целераспределение на стрельбовые комплексы системы А-35. После ввода в эксплуатацию радиотехнического узла с РЛС ДО «Дунай-3У» информация поступала от обеих станций одновременно.
Дунай-3У — станция дальнего обнаружения системы ПРО А-35М. Главный конструктор — А. Н. Мусатов. Введена в строй в 1978 году вместе с принятием на вооружение системы А-35М. Сооружена в районе города Чехов на юге Московской области  (объект «Чехов-7»).
При разработке и создании станции был учтён опыт конструирования и эксплуатации станции «Дунай-3М», а также применен ряд новых технических решений, связанных со значительным техническим прогрессом в области электроники, произошедшим за годы, прошедшие с момента разработки предыдущей модификации. Это позволило повысить дальность и точность действия станции, надежность её работы.
Конструктивно комплекс схож с системой «Дунай-3М». Внешними различиями стали изменённая конструкция антенн (иная конструкция формирующей линзы ФАР) и их расположение — в отличие от совмещённых и направленных строго противоположно антенн «Дунай-3М», на новой станции они разнесены примерно на 150 м и повернуты на несколько градусов. Новая и более компактная аппаратура и оборудование позволили существенно сократить необходимые объёмы технологических помещений. Введена автоматическая система контроля функционирования и исправности систем комплекса.
В целом станция получилась довольно удачной по своим техническим характеристикам и эксплуатационным качествам, и при этом относительно недорогой. На базе «Дунай-3У» планировалось создать упрощённую станцию для нужд ПРО или СПРН Дунай-3УП, представляющую собой половину базовой станции (только один сектор). Использовала модулярную ЭВМ Т-340А. РЛС была построена в качестве опытной на полигоне Сары-Шаган. Однако дальнейшего развития этот проект не получил.
Кодовое обозначение НАТО для РЛС «Дунай-3» — англ. Doghouse (букв. собачья конура), а для «Дунай-3У» — англ. Cathouse (букв. кошачий дом). Кодовое наименование Doghouse, вероятно, связано с внешним видом станции, плоскости антенн которой напоминали скаты крыши дома, а кодовое наименование Cathouse для новой аналогичной станции «Дунай-3У» увязали с наименованием однотипного объекта.

## Эксплуатация и современное состояние
На РЛС «Дунай-3М» 8 мая 1989 года произошёл пожар, уничтоживший большую часть оборудования приёмной станции; вычислительный центр удалось отстоять от огня. После этого передающая станция продолжала некоторое время посылать радиолокационные сигналы, создавая у потенциального противника иллюзию активного функционирования. После пожара станция не восстанавливалась в силу как экономических причин, так и по причине ввода в строй РЛС «Дон-2Н», составившей вместе с Дунай-3У максимально допустимое по международным договорам (ОСВ) количество станций дальнего обнаружения внутри страны.
В настоящее время антенны и оборудование передающего комплекса демонтированы, строение, в котором располагалось оборудование, частично разрушено и заброшено. Антенна приёмного комплекса демонтирована, сооружения приёмного комплекса частично используются в интересах поддержания функционирования системы передачи данных СПРН.
На РЛС «Дунай-3У» в 2003 году начаты работы по модернизации.
Система А-35М снята с вооружения в середине 1980-х годов. Её заменила система А-135, использующая РЛС «Дон-2Н».
| Наименование РЛС                             | Классификация НАТО                    | Расположение                 | Тип объекта          | Координаты                      | Размер антенны, м. | Азимут биссектирисы нормали | Азимут сектора                  | Угол места сектора | Дальность, км.               | Разработка проекта | Строительство | Ввод                          | Модернизация            | Вывод              | Состояние                                                                                            |
| -------------------------------------------- | ------------------------------------- | ---------------------------- | -------------------- | ------------------------------- | ------------------ | --------------------------- | ------------------------------- | ------------------ | ---------------------------- | ------------------ | ------------- | ----------------------------- | ----------------------- | ------------------ | --- |
| Дунай-1                                      | ?                                     | Московская область           | ?                    | ?                               | ?                  | ?                           | ?                               | ?                  | ?                            | 01.1954 — ?        | ?             | Конец 1955 (испытания)        | -                       | ?                  | Демонтирована?                                                                                       |
| Дунай-3УП (5Н11АП) (до модернизации Дунай-2) | Top Roost (до модернизации Hen Roost) | Сары-Шаган                   | Передатчик           | 45°56′09″ с. ш. 73°37′43″ в. д. | 150 х 8            | ?                           | ?                               | ?                  | 1200 (по другим данным 1500) | 12.1956 — ?        | 08.1957 — ?   | 10.1960 (готовность к работе) | До Дунай-3УП, 1964—1973 | ?                  | Антенны демонтированы                                                                                |
| Дунай-3УП (5Н11АП) (до модернизации Дунай-2) | Top Roost (до модернизации Hen Roost) | Сары-Шаган                   | Приемник             | 45°56′45″ с. ш. 73°37′54″ в. д. | 150 х 25           | ?                           | ?                               | ?                  | 1200 (по другим данным 1500) | 12.1956 — ?        | 08.1957 — ?   | 10.1960 (готовность к работе) | До Дунай-3УП, 1964—1973 | ?                  | Антенны демонтированы                                                                                |
| Дунай-3М (до модернизации Дунай-3)           | Dog House                             | Кубинка (Московская область) | Передатчик           | 55°28′43″ с. ш. 36°39′00″ в. д. | 200 x 30           | 145°                        | 48° (121° — 169° и 305° — 353°) | 1° — 49°           | 300 — 3000                   | ? — начало 1960-х  | 10.1962 — ?   | 1975                          | До Дунай-3М, 1975—1977  | ?                  | Антенны демонтированы, сооружения приемника частично используются для работы Дунай-3У с А-135 и СПРН |
| Дунай-3М (до модернизации Дунай-3)           | Dog House                             | Кубинка (Московская область) | Приемник             | 55°29′32″ с. ш. 36°41′01″ в. д. | 100 x 100          | 145°                        | 48° (121° — 169° и 305° — 353°) | 1° — 49°           | 300 — 3000                   | ? — начало 1960-х  | 10.1962 — ?   | 1975                          | До Дунай-3М, 1975—1977  | 08.05.1988 (пожар) | Антенны демонтированы, сооружения приемника частично используются для работы Дунай-3У с А-135 и СПРН |
| Дунай-3М (до модернизации Дунай-3)           | Dog House                             | Кубинка (Московская область) | Передатчик           | 55°28′54″ с. ш. 36°38′47″ в. д. | 200 x 30           | 329°                        | 48° (121° — 169° и 305° — 353°) | 1° — 49°           | 300 — 3000                   | ? — начало 1960-х  | 10.1962 — ?   | 1975                          | До Дунай-3М, 1975—1977  | ?                  | Антенны демонтированы, сооружения приемника частично используются для работы Дунай-3У с А-135 и СПРН |
| Дунай-3М (до модернизации Дунай-3)           | Dog House                             | Кубинка (Московская область) | Приемник             | 55°29′37″ с. ш. 36°40′55″ в. д. | 100 x 100          | 329°                        | 48° (121° — 169° и 305° — 353°) | 1° — 49°           | 300 — 3000                   | ? — начало 1960-х  | 10.1962 — ?   | 1975                          | До Дунай-3М, 1975—1977  | 08.05.1988 (пожар) | Антенны демонтированы, сооружения приемника частично используются для работы Дунай-3У с А-135 и СПРН |
| Дунай-3У (20Ю6)                              | Cat House                             | Чехов                        | Передатчик (СРЛС-61) | 55°12′21″ с. ш. 37°17′34″ в. д. | ?                  | 284°                        | 48° (260° — 308° и 76° — 124°)  | 1° — 49°           | 260 — 4600                   | ? — 1967           | 1969 — ?      | 1977                          | 1984                    | —                  | Функционирует                                                                                        |
| Дунай-3У (20Ю6)                              | Cat House                             | Чехов                        | Приемник (СРЛС-61)   | 55°13′50″ с. ш. 37°17′41″ в. д. | ?                  | 284°                        | 48° (260° — 308° и 76° — 124°)  | 1° — 49°           | 260 — 4600                   | ? — 1967           | 1969 — ?      | 1977                          | 1984                    | —                  | Функционирует                                                                                        |
| Дунай-3У (20Ю6)                              | Cat House                             | Чехов                        | Передатчик (СРЛС-62) | 55°12′18″ с. ш. 37°17′44″ в. д. | ?                  | 100°                        | 48° (260° — 308° и 76° — 124°)  | 1° — 49°           | 260 — 4600                   | ? — 1967           | 1970 — ?      | ?                             | 1984                    | ?                  | Демонтируется                                                                                        |
| Дунай-3У (20Ю6)                              | Cat House                             | Чехов                        | Приемник (СРЛС-62)   | 55°13′48″ с. ш. 37°17′53″ в. д. | ?                  | 100°                        | 48° (260° — 308° и 76° — 124°)  | 1° — 49°           | 260 — 4600                   | ? — 1967           | 1970 — ?      | ?                             | 1984                    | ?                  | Демонтируется                                                                                        |

## Интересные факты
- C момента введения в строй (1968) первой станции «Дунай-3М» до принятия её на вооружение (1978) прошло 10 лет — ровно столько же, сколько с момента принятия на вооружение до прекращения активного существования в результате пожара (1988).
- Огромные антенные полотна приёмной части «Дунай-3М» возвышались над лесом и были хорошо видны из проезжавших электропоездов, а также из автомобилей, следовавших по Кубинскому шоссе в районе ж/д переезда. За своеобразный внешний вид и величественные размеры жители окрестных населенных пунктов называли РЛС «космическим шалашом».